# Zwitsers voetbalkampioenschap 1907/08
In 1907/08 werd het elfde seizoen van het nationale voetbalkampioenschap in Zwitserland georganiseerd.

## Modus
De Serie A werd, in tegenstelling tot de voorgaande jaren in twee geografische groepen verdeeld. Voor een overwinning kreeg een team twee punten en voor een gelijkspel een. Beide winnaars bekampten elkaar voor de landstitel.

## Voorronde

### Oost
| Pl | Club                    | Wed | W  | G | V | DV | DT | Ptn |
| -- | ----------------------- | --- | -- | - | - | -- | -- | --- |
| 1  | FC Winterthur           | 14  | 10 | 2 | 2 | 47 | 22 | 22  |
| 2  | Old Boys Basel          | 14  | 7  | 2 | 5 | 33 | 29 | 16  |
| 3  | FC Basel                | 14  | 6  | 2 | 6 | 40 | 39 | 14  |
| 4  | Grasshopper-Club Zürich | 14  | 6  | 1 | 7 | 38 | 40 | 13  |
| 5  | FC Zürich               | 14  | 6  | 1 | 7 | 36 | 39 | 13  |
| 6  | Young Fellows Zürich    | 14  | 5  | 3 | 6 | 31 | 46 | 13  |
| 7  | FC St. Gallen           | 14  | 4  | 3 | 7 | 32 | 38 | 11  |
| 8  | FC Aarau                | 14  | 5  | 0 | 9 | 39 | 43 | 10  |

### West
| Pl | Club                 | Wed | W  | G | V | DV | DT | Ptn |
| -- | -------------------- | --- | -- | - | - | -- | -- | --- |
| 1  | Young Boys Bern      | 12  | 10 | 0 | 2 | 40 | 17 | 20  |
| 2  | Servette FC Genève   | 12  | 9  | 0 | 3 | 37 | 16 | 18  |
| 3  | Montriond Lausanne   | 12  | 6  | 0 | 6 | 30 | 25 | 12  |
| 4  | Cantonal Neuchâtel   | 12  | 5  | 1 | 6 | 30 | 27 | 11  |
| 5  | FC La Chaux-de-Fonds | 12  | 3  | 2 | 7 | 27 | 40 | 8   |
| 6  | FC Bern              | 12  | 3  | 2 | 7 | 12 | 30 | 8   |
| 7  | Vereinigter FC Biel  | 12  | 3  | 1 | 8 | 27 | 48 | 7   |

## Finale
| Gaststad | Datum       | Team          | Team            | Uitslag |
| -------- | ----------- | ------------- | --------------- | ------- |
| Bazel    | 31 mei 1908 | FC Winterthur | Young Boys Bern | 4:1     |

1897/98 ·
1898/99 ·
1899/00 ·
1900/01 ·
1901/02 ·
1902/03 ·
1903/04 ·
1904/05 ·
1905/06 ·
1906/07 ·
1907/08 ·
1908/09 ·
1909/10 ·
1910/11 ·
1911/12 ·
1912/13 ·
1913/14 ·
1914/15 ·
1915/16 ·
1916/17 ·
1917/18 ·
1918/19 ·
1919/20 ·
1920/21 ·
1921/22 ·
1922/23 ·
1923/24 ·
1924/25 ·
1925/26 ·
1926/27 ·
1927/28 ·
1928/29 ·
1929/30 ·
1930/31 ·
1931/32 ·
1932/33 ·
1933/34 ·
1934/35 ·
1935/36 ·
1936/37 ·
1937/38 ·
1938/39 ·
1939/40 ·
1940/41 ·
1941/42 ·
1942/43 ·
1943/44 ·
1944/45 ·
1945/46 ·
1946/47 ·
1947/48 ·
1948/49 ·
1949/50 ·
1950/51 ·
1951/52 ·
1952/53 ·
1953/54 ·
1954/55 ·
1955/56 ·
1956/57 ·
1957/58 ·
1958/59 ·
1959/60 ·
1960/61 ·
1961/62 ·
1962/63 ·
1963/64 ·
1964/65 ·
1965/66 ·
1966/67 ·
1967/68 ·
1968/69 ·
1969/70 ·
1970/71 ·
1971/72 ·
1972/73 ·
1973/74 ·
1974/75 ·
1975/76 ·
1976/77 ·
1977/78 ·
1978/79 ·
1979/80 ·
1980/81 ·
1981/82 ·
1982/83 ·
1983/84 ·
1984/85 ·
1985/86 ·
1986/87 ·
1987/88 ·
1988/89 ·
1989/90 ·
1990/91 ·
1991/92 ·
1992/93 ·
1993/94 ·
1994/95 ·
1995/96 ·
1996/97 ·
1997/98 ·
1998/99 ·
1999/00 ·
2000/01 ·
2001/02 ·
2002/03 ·
2003/04 ·
2004/05 ·
2005/06 ·
2006/07 ·
2007/08 ·
2008/09 ·
2009/10 ·
2010/11 ·
2011/12 ·
2012/13 ·
2013/14 ·
2014/15 ·
2015/16 ·
2016/17 ·
2017/18 ·
2018/19 ·
2019/20 ·
2020/21 ·
2021/22 ·
2022/23